# Хилбрам Дунар
Хилбрам Дунар (индон. Hilbram Dunar; 30 октября 1975, Банда-Ачех — 31 марта 2024, Тангеранг-Селатан, Бантен, Индонезия) — телеведущий, радиоведущий, автор книг, тренер по ораторскому искусству, мотивационный спикер, ведущий церемоний и артист из Индонезии. Он известен как ведущий гонок Формулы-1 на RCTI (ныне GlobalTV), MNCTV, GTV, а также ведущий на Mario Teguh, Golden Ways, Metro TV, Coffee Break, tvOne и на многих других. Член партии «Гериндра».

## Работа

### Радио
Родился в Банда-Ачехе, окончил технический факультет Университета Трисакти в Джакарте по специальности инженер-механик. Свою карьеру он начал в 1996 году, когда устроился радиорепортёром и телеведущим на MS Tri FM. Он работал на этом радио до 1998 года. В 1999 году он перешёл на Hard Rock FM Jakarta в качестве работника проектной группы программы quiz, в 2000 году он стал руководителем отдела рекламы и промоушена, а с сентября 2002 года стал ведущим прайм-тайм радиошоу «Drive N Jive» и Good Morning HardRockers Show.

### Телевидение
Добившись успеха в работе на радио, Хилбрам решил попробовать себя в новой роли. В 2000 году он дебютировал на телевидении в качестве ведущего викторины в прямом эфире «Формулы-1» на RCTI вместе с Фени Роуз, Венитой Дабен и Яном Ардианом.
В 2001 году, после запуска телеканала TransTV, он вместе с Венитой Дабен становится ведущим шоу Trans Tune In, Kisii-kisii и Santapan Pagi. В 2002 году, он вновь вернулся в качестве ведущего викторины Формулы-1, помимо Формулы-1, он также становится ведущим многих спортивных программ. Затем он снялся в одном из эпизодов мыльной оперы «Куалат» на канале «Лативи». И с 2004 года Хилбрам работал в качестве ведущего программы F1 live на GlobalTV. Он также стал ведущим и на многих других телеканалах, таких как ARCTIC.

### Прочие места работы
Хилбрам — писатель. Его первая книга — «Пластиковый рай» — была опубликована в 2004 году. Это книга коротких рассказов о любви и жизни. Теперь у него есть собственная колонка «Спроси эксперта о любви». Также он стал амбассадором бренда Bodrex, благодаря чему он снимается в его рекламе. Хилбрам также попробовал другие работы: Он преподавал курсы публичных выступлений в Talk Inc. и создал модуль для публичных выступлений в Академии вещания Хелми Яхья, а также стал креативным директором многих телевизионных программ.
Последняя книга Хибрама — «Мои публичные выступления — правильный способ выступать на публике». Основываясь на его 8-летнем опыте работы консультантом по публичным выступлениям.

### Смерть
Умер рано утром 31 марта 2024 года в возрасте 48 лет.

## Карьера

### Радио
- 2002 — настоящее время: Hard Rock FM, Джакарта (диктор 87,6 Hard Rock FM — программа Prime Time «Drive n 'Jive Amanah Wali 4 & Good Morning HardRockers Show Putri Untuk Pangeran»)
- 2000—2002: Hard Rock FM, Джакарта (руководитель отдела рекламы и продвижения)
- 1999: Hard Rock FM, Джакарта (руководитель многих проектов и викторин)
- 1996—1998: 104,4 MS TRI FM, Джакарта (репортер и диктор)

### Телевидение
- 16 июня 2003 г. — настоящее время: Синетрон «Путри Унтук Пангеран» (RCTI).
- 2003 — настоящее время: ведущий «Primera Espana La Liga» (RCTI/TPI).
- 2003: Ведущий «F1 Live» (TPI)
- 2003: Ведущий «ТИФОСИ» (ТПИ)
- 2002—2003: Ведущий «Итальянской Серии А Лиги» (TPI).
- 2000—2002: Ведущий прямой трансляции «Watch Formula 1 Race» (RCTI/TPI).
- 2002: Ведущий «Сантапан Паги» в прямом эфире (Транс ТВ).
- 2001: Ведущий «Киси-киси» в прямом эфире (Транс ТВ).
- 2001: Ведущий «Trans Tune In» в прямом эфире (Trans TV)
- 2000—2001: Ведущий Викторины «Чепат, Тепат, Дапат» (SCTV)